# Tarasio
Tarasio (c. 730-25 de febrero de 806; en griego: Ταράσιος), también conocido como san Tarasio, fue patriarca de Constantinopla desde el 25 de diciembre de 784 hasta su muerte en 806.

## Biografía
Tarasio nació y murió en Constantinopla. Hijo de Jorge, un juez de alto rango, y de su esposa Eucrasia, desde su infancia tuvo relación con otras familias importantes, como la del último patriarca, Focio. Tarasio desarrolló una carrera en la administración seglar y pasó a ser secretario imperial (asekretis). En este cargo, como mostró simpatías tanto por los iconódulos como por la obediencia a las órdenes imperiales, la emperatriz Irene le nombró patriarca en 784, aunque en aquel tiempo era seglar. Sin embargo, como todos los bizantinos educados, estaba muy versado en teología, y en la Historia de la Iglesia no era inusual la elección de seglares cualificados. Para poder ser nombrado patriarca Tarasio fue ordenado apresuradamente sacerdote antes de su consagración como obispo.
En 787 participó en el Concilio de Nicea II, convocado para tratar la controversia iconoclasta. Mientras duraron las deliberaciones se produjeron varios tumultos. Finalmente se condenó la iconoclasia y se afirmó oficialmente la veneración de las imágenes.
En 795 el emperador Constantino VI se divorció de María de Amnia y se volvió a casar con Teodote. Tarasio permitió este divorcio, lo que escandalizó a los monjes.